# Bitwa pod Małujowicami
Bitwa pod Małujowicami (niem. Schlacht bei Mollwitz) – starcie zbrojne, jakie miało miejsce 10 kwietnia 1741 roku między wojskami pruskimi Fryderyka II i wojskami austriackimi generała von Neipperga podczas I wojny śląskiej.

## Wprowadzenie
Prusacy pragnęli utrzymać opanowany szybko w kampanii zimowej 1740/1741 Śląsk, czemu zdecydowanie przeciwstawiła się Austria, gromadząc tymczasem siły do podjęcia ofensywy wiosennej. Zimując na Opolszczyźnie 1/3 swych wojsk, Fryderyk spodziewał się ofensywy austriackiej dopiero w maju. Cesarska armia gen. Neipperga wkroczyła jednak na Śląsk już w końcu marca, nie tylko zaskakując nieprzyjaciela na leżach zimowych, ale mając nad nim także mobilną przewagę ze swą bardzo liczną kawalerią i niewieloma działami. Choć sprzyjało jej też rozproszenie wojsk pruskich, ich udane skoncentrowanie umożliwiła powolność działań Neipperga, kierującego się najpierw na oblegane przez Prusaków Brzeg i Nysę, a następnie na Oławę, do której już nie dotarł. Fryderyk, który odnotował kolejny sukces po kapitulacji Głogowa (9 marca), w obawie o zagrożone tyły i magazyny zaopatrzeniowe swych wojsk, uznał konieczność rozbicia sił Neipperga w walnej bitwie.   

## Działania wstępne
Rano 10 kwietnia Prusacy podeszli pod pozycje niespodziewającego się ataku przeciwnika, zajmowane we wsiach pod Brzegiem (piechota w Małujowicach, kawaleria w Zielęcicach i Psarach). Nie wykorzystując jednak momentu zaskoczenia, król pruski zwlekał z atakiem do popołudnia, dzięki czemu Neipperg miał czas na ustawienie w szyku większości swych oddziałów. Na polu walki stanęło przeciw sobie 18 tysięcy Austriaków i 22 tysiące Prusaków; pierwsi mieli przewagę w kawalerii (8 tys. jazdy wobec 4 tys. pruskiej), drudzy – w artylerii (57 armat na 19 cesarskich). Siły Prusaków liczyły 33 szwadrony jazdy i 31 batalionów piechoty, austriackie – 86 szwadronów i 18 batalionów. Obie strony przyjęły klasyczny szyk dwuliniowy z piechotą w centrum i kawalerią na skrzydłach. Istotny w skutkach okazał się fakt, że szyk pruskiej kawalerii wzmocniono trzema grenadierskimi batalionami piechoty (dwoma na prawym skrzydle, jednym na lewym).

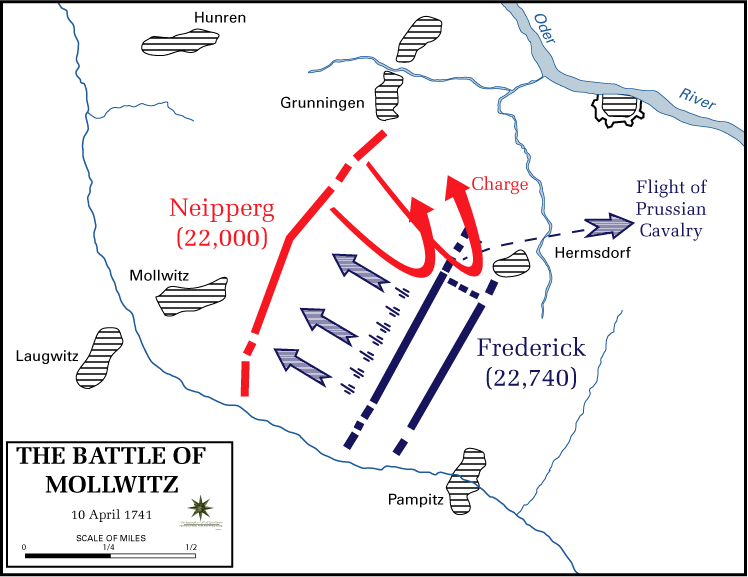
Plan bitwy

## Bitwa
Starcie rozpoczęło się od celnego ostrzału austriackiej kawalerii przez ciężką artylerię Prusaków, a ok. 13:30 ich piechota ruszyła na linie austriackie. Dowodzący cesarską jazdą lewego skrzydła (36 szwadronów, ok. 4500 ludzi) gen. von Römer, zniecierpliwiony bezczynnością i unikając większych strat od ostrzału w swych oddziałach, a także dając Neippergowi czas na sformowanie reszty szyków – ok. 14:00 rzucił ją do nagłej szarży, która zaskakując Prusaków, jako znacznie lepsza bojowo rozbiła oddziały ich kawalerii (10 szwadronów) na prawym skrzydle i zajęła 9 wrogich armat. Jedynie 2 bataliony grenadierów oparły się temu uderzeniu. Wobec kryzysowej sytuacji feldmarszałek Kurt Christoph von Schwerin skłonił króla Prus do opuszczenia pola bitwy, osobiście przejmując dowodzenie.
Piechota pruska skutecznie oparła się też następnemu z kolei natarciu lewoskrzydłowej austriackiej piechoty dowodzonej przez Szwajcara, gen. Goldleina (poległego po pierwszej salwie), dysponując dwukrotnie większą szybkostrzelnością niż przeciwnik. Rozbić jej szyku nie potrafiła również pięciokrotnie atakująca cesarska jazda, odparta regularnym ogniem karabinowym batalionów, którym jednakże wyczerpywała się amunicja. 
W tej sytuacji, po uporządkowaniu pruskich szyków, po godz. 16:00 von Schwerin natarł masą piechoty z lewego skrzydła, gdzie wcześniej jego słabsza kawaleria powstrzymała jazdę Austriaków, wykorzystując osłonę Strumienia Pępickiego. Prowadzące w marszu nieustanny ogień i nacierające w zwartym szyku pruskie bataliony wywarły psychologiczne wrażenie na przeciwniku, a ich ataku na bagnety nie była w stanie powstrzymać piechota Austriaków. Przedtem wyczerpał się impet natarcia ich jazdy na prawym skrzydle, które ostatecznie osłabło (zwłaszcza po śmierci Römera) wobec skutecznego tam oporu pruskiej piechoty. Około 18:00 Neipperg, unikając dalszych strat i uznając się za pokonanego, dał rozkaz do odwrotu. Pościg Prusaków, którzy opanowali pole bitwy, był wykluczony nie tylko z uwagi na wyczerpanie, ale i ze względu na osłonowe działanie silnej austriackiej kawalerii.

## Następstwa
Prusacy starcie wygrali, lecz przeciwnik nie został skutecznie rozbity. Pod Małujowicami ujawnił się brak umiejętności dowodzenia u Fryderyka II, a przy tym zwycięzcy ponieśli większe straty od zwyciężonych. Choć w wojnie o sukcesję austriacką przynosiła ona rozwiązanie tymczasowe, bitwę tę można uważać za swoisty punkt zwrotny w historii Europy Środkowej, gdyż wojska pruskie pierwszy raz pokonały armię habsburską, co było wstępnym etapem na drodze do mocarstwowości zmilitaryzowanego i agresywnego państwa pruskiego. 
Bitwa stanowiła też jedno z najbardziej pamiętnych wydarzeń w historii ziem śląskich. Jej doraźne skutki polityczne wyraziły się w niedługim powstaniu antyhabsburskiej kolacji, gdy do zwycięskich Prus dołączyły Francja, Bawaria, Saksonia i Hiszpania. Bitwa pod Małujowicami stworzyła również podstawy legendy o niezrównanych walorach pruskiej armii i o nadzwyczajnych zaletach pruskiego piechura.